# La historia del tango
 La historia del tango es una película de Argentina en blanco y negro dirigida por Manuel Romero según su propio guion escrito sobre argumento de Enrique Cadícamo y Francisco García Jiménez que se estrenó el 29 de junio de 1949 y que tuvo como protagonistas a Virginia Luque, Juan José Míguez, Fernando Lamas, Tito Lusiardo, Severo Fernández y Pepita Muñoz.

## Sinopsis
El director de un conjunto de tango está enamorado de su cantante pero ella se casa con otro que más adelante la abandona. Ya ancianos, sus hijos cumplirán sus sueños.

## Reparto
- Virginia Luque	 ...	Aurora Vega, 'La Morocha' / Rosa Maldonado
- Juan José Míguez	 ...	Ángel Villalva
- Fernando Lamas	 ...	Juan Carlos Maldonado
- Tito Lusiardo	 ...	Raúl Gómez, 'Pebete'
- Severo Fernández	 ...	Prudencio Aldao
- Pepita Muñoz	 ...	Dominga
- Betty Lagos	 ...	Blanca
- Mario Faig	 ...	Enrique
- Magali Drexel	 ...	Cajero
- Enrique Lucero	 ...	Ángel Villalva hijo (joven)
- Domingo Federico	 ...	Eduardo Arolas
- Cristina Pall	 ...	Francesa
- Francisco Pablo Donadío	 ...	Sr. Maldonado
- María Armand	 ...	Sra. Maldonado
- Teresita Maris	 ...	Rosa Maldonado (joven)
- Ricardo Land	 ...	Ángel Villalva hijo
- Roberto Firpo	 ...	Él mismo
- Tita Merello	 ...	Ella misma
- Francisco Canaro	 ...	Él mismo
- Nelly Ricciar	 ...	Compañera de Pebete
- Oscar Savino	 ...	Él mismo

## Comentarios
Rodrigo Tarruella opinó:

"Algunos de los últimos segmentos emocionantes de Romero están en La historia del tango...luchando por emerger de la concepción del film de zarzuela. Lamas y Míguez juntos son demasiado handicap."

Ángel Villalba sería "Ángel Villoldo", pero en la La historia del tango está vivo luego de la muerte de Carlos Gardel (1935), aunque Ángel Villoldo murió en 1919.
Se trata de un relato textual o de un guion libre. (Fernando).